# 3 octobre 1903
Le samedi 3 octobre 1903 est le 276e jour de l'année 1903.

## Naissances
- William A. Berke (mort le 15 février 1958), cinéaste américain ;
- Robert Bichet (mort le 29 mai 2000), personnalité politique française ;
- Aleksandra Dranka (morte le 29 avril 2014), supercentenaire polonaise ;
- Robert Gerhardt (mort le 23 janvier 1989), rameur américain ;
- Wim Tap (mort le 24 septembre 1979), footballeur néerlandais.

## Décès
- Benedetto Junck (né le 21 août 1852), compositeur italien ;
- George Washington Scott (né le 22 février 1829), homme d'affaires américain ;
- Orland Smith (né le 2 mai 1825), militaire américain.

## Événements
- élection générale britanno-colombienne de 1903. Les conservateurs de Richard McBride remportent cette élection.